# Vidixa
Vidixa (també transcrit Vidisha o Vidisa) fou un antic regne de l'Índia, centrat a Vidixa, a mig camí entre Bharhut i Ujjain, capitals de Malwa oriental i Malwa occidental. Correspon a la moderna Besnagar, prop de Bhilsa (al seu torn prop de Bhopal a Madhya Pradesh). Fou un dels darrers regne vassalls dels Maurya fora de la vall del Ganges. Es creu que els Sunga eren reis vassalls de Vidixa quan vers el 185 aC, un membre de la dinastia, Pushyamitra (o Pusyamitra), que actuava com a comandant en cap de les forces dels maurya, es va revoltar contra el seu sobirà, el va matar i va ocupar el tron de Maghada. La capital hauria estat traslladada llavors de Patna a Vidixa. Els sunga van afavorir els bramans i els seus ministres eren d'aquesta casta. Es creu que els sunga van imposar la seva hegemonia a Kausambi, Muttra i Panchala i als regnes de l'Índia central. La dinastia Sunga fou enderrocada per un ministre braman vers 72 aC. Vidixa va restar un centre comercial destacat fins al segle vi, quan fou abandonada.